# Campeonato Africano de Atletismo de 2012
El XVIII Campeonato Africano de Atletismo se celebró del 27 de junio al 1 de julio de 2012 en la ciudad de Porto Novo, Benín. La sede del evento fue el Estadio Charles de Gaulle. Participaron 569 atletas provenientes de 47 federaciones nacionales. La representación de Nigeria acumuló el mayor número de medallas de oro. 

## Resultados

### Hombres
| Evento                  | Oro                                                                     | Plata                                                                        | Bronce                                                                                |
| ----------------------- | ----------------------------------------------------------------------- | ---------------------------------------------------------------------------- | ------------------------------------------------------------------------------------- |
| 100 m                   | Simon Magakwe Sudáfrica 10,29                                           | Amr Ibrahim Mostafa Seoud · Egipto · 10,34                                   | Hua Wilfried Koffi Costa de Marfil 10,37                                              |
| 200 m                   | Ben Youssef Meité Costa de Marfil 20,62                                 | Amr Ibrahim Mostafa Seoud · Egipto · 20,76                                   | Noah Akwu Nigeria 20,83                                                               |
| 400 m                   | Isaac Makwala Botsuana 45,25                                            | Oscar Pistorius Sudáfrica 45,52                                              | Willem de Beer Sudáfrica 45,67                                                        |
| 800 m                   | Taoufik Makhloufi Argelia 1:43,88                                       | Anthony Chemut Kenia 1:44,53                                                 | André Oliver Sudáfrica 1:45,09                                                        |
| 1500 m                  | Caleb Mwangangi Ndiku Kenia 3:35,71 CR                                  | Ayanleh Souleiman Yibuti 3:36,34                                             | James Magut Kenia 3:36,35                                                             |
| 5000 m                  | Mark Kiptoo Kenia 13:22,38                                              | Jonathan Maiyo Kenia 13:22,89                                                | Timothy Kosgei Kiptoo Kenia 13:24,67                                                  |
| 10 000 m                | Kenneth Kipkemoi Kenia 27:19,74 CR                                      | Mark Kiptoo Kenia 27:20,77                                                   | Lewis Mosoti Kenia 27:22,54                                                           |
| 110 m vallas            | Lehann Fourie Sudáfrica 13,60                                           | Selim Nurudeen Nigeria 13,68                                                 | Lyès Mokdel Argelia 13,73                                                             |
| 400 m vallas            | Amaechi Morton Nigeria 49,32                                            | Mamadou Kasse Hanne Senegal 49,39                                            | Boniface Mucheru Kenia 49,45                                                          |
| 3000 m obstáculos       | Abel Mutai Kenia 8:16,05                                                | Wilson Kipkemboi Maraba Kenia 8:16,96                                        | Benjamin Kiplagat Uganda 8:18,73                                                      |
| 4 × 100 m               | Sudáfrica Hannes Dreyer Simon Magakwe Roscoe Engel Thuso Mpuang 39,26   | Nigeria Peter Emelieze Obinna Metu Adetoyi Durotoye Ogho-Oghene Egwero 39,34 | Ghana Emmanuel Kubi Timothy Abeyie Ashhad Agyapong Allah Laryea-Akrong 39,40          |
| 4 × 400 m               | Nigeria Saul Weigopwa Amaechi Morton Abiola Onakoya Isah Salihu 3:02,39 | Sudáfrica PC Beneke Ofentse Mogawane Oscar Pistorius Willem de Beer 3:04,01  | Kenia Vincent Kiplangat Koskei Vincent Mumo Kiilu Boniface Mucheru Mark Mutai 3:04,12 |
| 20 km marcha            | Hédi Teraoui Túnez                                                      | David Kimutai Rotich Kenia                                                   | Mohamed Ameur Argelia                                                                 |
| Salto de altura         | Kabelo Kgosiemang Botsuana 2,25                                         | Mohamed Younes Sudán 2,15                                                    | Mathieu Kiplagat Sawe Kenia 2,15                                                      |
| Salto con pértiga       | Mouhcine Cheaouri Marruecos 5,10                                        | Samir El Mafhoum Marruecos 5,00                                              | Ruan Van Wyk Sudáfrica 4,90                                                           |
| Salto de longitud       | Ndiss Kaba Badji Senegal 8,04                                           | Zarck Visser Sudáfrica 7,98                                                  | Ignisious Gaisah Ghana 7,73                                                           |
| Salto triple            | Tosin Oke Nigeria 16,98                                                 | Issam Nima Argelia 16,69                                                     | Hugo Mamba-Schlick Camerún 16,34                                                      |
| Lanzamiento de peso     | Burger Lambrechts Sudáfrica 19,51                                       | Orazio Cremona Sudáfrica 19,19                                               | Yasser Ibrahim Farag · Egipto · 18,78                                                 |
| Lanzamiento de disco    | Victor Hogan Sudáfrica 61,80                                            | Yasser Ibrahim Farag · Egipto · 59,61                                        | Russel Tucker Sudáfrica 57,99                                                         |
| Lanzamiento de martillo | Chris Harmse Sudáfrica 77,22                                            | Mohsen Mohamed Anani · Egipto · 74,31                                        | Mostafa Al-Gamel · Egipto · 73,81                                                     |
| Lanzamiento de jabalina | Julius Yego Kenia 76,68                                                 | John Ampomah Ghana 70,65 NR                                                  | Kenechukwu Ezeofor Nigeria 69,58                                                      |
| Decatlón                | Ali Kamé Madagascar 7511                                                | Mourad Souissi Argelia 7276                                                  | Guillaume Thierry Mauricio 7212                                                       |

### Mujeres
| Evento                  | Oro                                                                                   | Plata                                                                                | Bronce                                                                                                |
| ----------------------- | ------------------------------------------------------------------------------------- | ------------------------------------------------------------------------------------ | --- |
| 100 m                   | Ruddy Zang Milama Gabón 11,16                                                         | Blessing Okagbare Nigeria 11,18                                                      | Gloria Asumnu Nigeria 11,28                                                                           |
| 200 m                   | Gloria Asumnu Nigeria 22,93                                                           | Lawretta Ozoh Nigeria 22,93                                                          | Marie Josée Ta Lou Costa de Marfil 23,44                                                              |
| 400 m                   | Amantle Montsho Botsuana 49,54 NR, CR                                                 | Regina George Nigeria 51,11                                                          | Amy Mbacke Thiam Senegal 51,68                                                                        |
| 800 m                   | Francine Niyonsaba Burundi 1:59,11 NR                                                 | Eunice Sum Kenia 1:59,13                                                             | Malika Akkaoui Marruecos 1:59,90                                                                      |
| 1500 m                  | Rabab Arafi Marruecos 4:05,80 CR                                                      | Mary Kuria Kenia 4:06,22                                                             | Margaret Wangari Kenia 4:06,50                                                                        |
| 5000 m                  | Gladys Cherono Kenia 15:40,04 CR                                                      | Veronica Nyaruai Kenia 15:40,65                                                      | Gotytom Gebreslase Etiopía 15:53,34                                                                   |
| 10 000 m                | Gladys Cherono Kenia 32:41,40                                                         | Priscah Jepleting Kenia 32:45,73                                                     | Betsy Saina Kenia 32:48,36                                                                            |
| 100 m vallas            | Gnima Faye Senegal 13,36                                                              | Amina Ferguen Argelia 13,56                                                          | Uhunoma Osazuwa Nigeria 13,61                                                                         |
| 400 m vallas            | Muizat Ajoke Odumosu Nigeria 54,99                                                    | Hayat Lambarki Marruecos 55,41                                                       | Raasin McIntosh Liberia 55,99                                                                         |
| 3000 m obstáculos       | Mercy Wanjiku Kenia 9:43,26                                                           | Birtukan Adamu Etiopía 9:45,41                                                       | Hyvin Kiyeng Jepkemoi Kenia 9:45,95                                                                   |
| 4 × 100 m               | Nigeria Christy Udoh Gloria Asumnu Oludamola Osayomi Lawretta Ozoh 43,21 CR           | Ghana Rosina Amenebede Flings Owusu-Agyapong Beatrice Gyaman Janet Amponsah 44,35    | Costa de Marfil Marie Josée Ta Lou Amandine Allou Affoue Mireille Parfaite Gaha Adeline Gouenon 45,29 |
| 4 × 400 m               | Nigeria Endurance Abinuwa Omolara Omotosho Margaret Etim Bukola Abogunloko 3:28,77 CR | Botsuana Goitseone Seleka Lydia Mashila Oarabile Babolayi Amantle Montsho 3:31,27 NR | Senegal Mame Fatou Faye Amy Mbacke Thiam Fatou Diabaye Ndeye Fatou Soumah 3:31,64                     |
| 20 km marcha            | Grace Wanjiru Njue Kenia 1:40:53                                                      | Olfa Lafi Túnez 1:46:17                                                              | Aynalem Eshetu Shefrawe Etiopía 1:49:45                                                               |
| Salto de altura         | Lissa Labiche Seychelles 1,86 NR                                                      | Anika Smit Sudáfrica 1,86                                                            | Rhizlane Siba Marruecos 1,75                                                                          |
| Salto con pértiga       | Syrine Balti Túnez 3,70                                                               | Juanita Stander Sudáfrica 3,50                                                       | Dorra Mahfoudhi Túnez Jeannie Van Dyk Sudáfrica 3,40                                                  |
| Salto de longitud       | Blessing Okagbare Nigeria 6,96 CR                                                     | Janice Josephs Sudáfrica 6,29                                                        | Lynique Prinsloo Sudáfrica 6,22                                                                       |
| Salto triple            | Sarah Nambawa Uganda 13,90                                                            | Charlene Potgieter Sudáfrica 13,90                                                   | Jamaa Chnaik Marruecos 13,75 NR                                                                       |
| Lanzamiento de peso     | Chinwe Okoro Nigeria 16,21                                                            | Omotayo Talabi Nigeria 15,63                                                         | Auriol Dongmo Mekemnang Camerún 15,41 NR                                                              |
| Lanzamiento de disco    | Chinwe Okoro Nigeria 56,60                                                            | Elizna Naude Sudáfrica 55,88                                                         | Kazai Suzanne Kragbe Costa de Marfil 54,56                                                            |
| Lanzamiento de martillo | Amy Sène Senegal 65,55                                                                | Laetitia Bambara Burkina Faso 65,08                                                  | Sarah Bensaad Túnez 60,75                                                                             |
| Lanzamiento de jabalina | Margaret Simpson Ghana 54,62                                                          | Justine Robbeson Sudáfrica 52,81                                                     | Gerlize de Klerk Sudáfrica 49,85                                                                      |
| Heptatlón               | Yasmina Omrani Argelia 5924                                                           | Gabriella Kouassi Costa de Marfil 5481                                               | Bianca Erwee Sudáfrica 5338                                                                           |

## Medallero
| Núm. | País            | Oro | Plata | Bronce | Total |
| ---- | --------------- | --- | ----- | ------ | ----- |
| 1    | Nigeria         | 10  | 6     | 5      | 21    |
| 2    | Kenia           | 9   | 9     | 9      | 27    |
| 3    | Sudáfrica       | 6   | 10    | 8      | 24    |
| 4    | Senegal         | 3   | 1     | 2      | 6     |
| 5    | Botsuana        | 3   | 1     | 0      | 4     |
| 6    | Argelia         | 2   | 3     | 2      | 7     |
| 7    | Marruecos       | 2   | 2     | 3      | 7     |
| 8    | Túnez           | 2   | 1     | 2      | 5     |
| 9    | Ghana           | 1   | 2     | 2      | 5     |
| 10   | Costa de Marfil | 1   | 1     | 4      | 6     |
| 11   | Uganda          | 1   | 0     | 1      | 2     |
| 12   | Burkina Faso    | 1   | 0     | 0      | 1     |
| 12   | Gabón           | 1   | 0     | 0      | 1     |
| 12   | Madagascar      | 1   | 0     | 0      | 1     |
| 12   | Seychelles      | 1   | 0     | 0      | 1     |
| 16   | Egipto          | 0   | 4     | 2      | 6     |
| 17   | Etiopía         | 0   | 1     | 2      | 3     |
| 18   | Burkina Faso    | 0   | 1     | 0      | 1     |
| 18   | Yibuti          | 0   | 1     | 0      | 1     |
| 18   | Sudán           | 0   | 1     | 0      | 1     |
| 21   | Camerún         | 0   | 0     | 1      | 1     |
| 21   | Liberia         | 0   | 0     | 1      | 1     |
| 21   | Mauricio        | 0   | 0     | 1      | 1     |
|      | Total           | 44  | 44    | 45     | 133   |